# Olof Mörck
Olof Mörck (Göteborg, 12 dicembre 1981) è un chitarrista svedese, conosciuto per essere membro dei Dragonland dal 2000 e membro stabile degli Amaranthe dal 2009. Dal 2005 sostituisce Gus G. nei Nightrage.

## Discografia

### Dragonland

#### Album in studio
- 2001 – The Battle of the Ivory Plains
- 2002 – Holy War
- 2004 – Starfall
- 2006 – Astronomy
- 2010 – The Return

#### Demo
- 2000 – Storming Across Heaven

### Nightrage

#### Album in studio
- 2007 – A New Disease Is Born
- 2009 – Wearing a Martyr's Crown

### Amaranthe

#### Album in studio
- 2011 – Amaranthe
- 2013 – The Nexus
- 2014 – Massive Addictive
- 2016 – Maximalism